# Mješaji
Mješaji (cyr. Мјешаји) – wieś w Bośni i Hercegowinie, w Republice Serbskiej, w gminie Foča. W 2013 roku liczyła 142 mieszkańców.